# Filipinomysz nadbrzeżna
Filipinomysz nadbrzeżna (Apomys littoralis) – gatunek ssaka z podrodziny myszy (Murinae) w obrębie rodziny myszowatych (Muridae), występujący endemicznie na Filipinach. 

## Zasięg występowania
Filipinomysz nadbrzeżna występuje z pewnością tylko na wyspie Mindanao (prowincje Lanao del Sur i Maguindanao), na Filipiny; populacje z Leyte, Biliran i Bohol są wstępnie przypisane do tego gatunku, a pokrewna populacja na Negros uważana jest za takson nieopisany.

## Taksonomia
Gatunek po raz pierwszy zgodnie z zasadami nazewnictwa binominalnego opisał w 1952 roku amerykański teriolog Colin Campbell Sanborn nadając mu nazwę Rattus (Apomys) littoralis. Holotyp pochodził z Bugasan, na wysokości 50 ft (15 m), w prowincji Cotabato, na Mindanao, w Filipinach.
Apomys littoralis należy do podrodzaju Apomys. Autorzy Illustrated Checklist of the Mammals of the World uznają ten takson za gatunek monotypowy.

### Etymologia
- Apomys: Apo, Mindanao, Filipiny; μυς mus, μυος muos „mysz”[7].
- littoralis: łac. litoralis „z wybrzeża, z brzegu”, od litus, litoris „brzeg, plaża”[8].

## Morfologia
Długość ciała (bez ogona) 100–103 mm, długość ogona 122–126 mm, długość ucha 16–17 mm, długość tylnej stopy 36–27 mm; brak szczegółowych danych dotyczących masy ciała. 

## Ekologia
Filipinomysz nadbrzeżna występuje na wysokości od 15 m n.p.m. do 1400 m n.p.m..

## Populacja
Ze względu na niepewność systematyczną, gatunkowi temu nie przypisano kategorii zagrożenia. Potrzebne są dalsze badania.